# 鴨島站
鴨島站（日语：／ Kamojima eki */?）是位於日本德島縣吉野川市，隸屬於四國旅客鐵道（JR四國）的鐵路車站，車站編號為B09。本站是吉野川市的中心車站，所有級別的列車均在此停靠。本站也是線內最多人使用的分站。

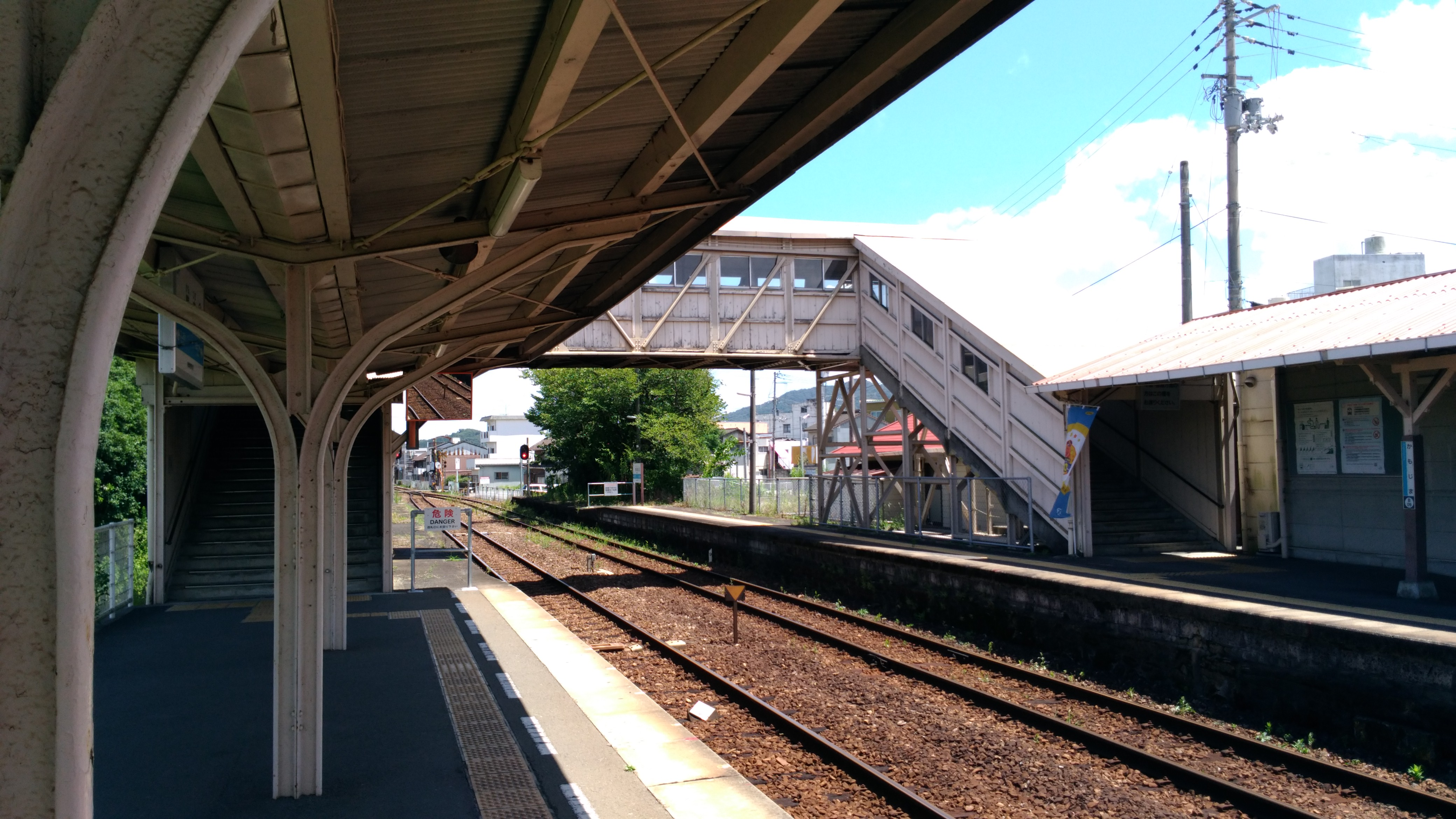
月台(2023年8月)

## 車站結構
本站為單層的木製站房，車站入口、候車大堂及有人駐守的閘口設於站房中央位置，由於本站的使用人數較多，候車大堂並沒有擺放候車座椅，而是設於月台範圍內；右側為售票處，並設有自動售票機，售票處前為JR四國的子公司：旅遊中心 Warp Centre ；站房左側為商店，現由JR四國另一間子公司四國便利商店進駐；最右側為車站事務所。洗手間位於最右側，獨立於站房之外，同時亦只設有站外入口。
站內設有側式月台及島式月台各1個，原提供2面3線的配置，不過現時位於島式月台最外的3號月台已不再使用，而位於島式月台上的有蓋候車亭，亦將部份面向3號月台的一方以木板封掉，變成實際的配罝為2線2面，但整條3號月台路軌仍然保留下來；而1號月台向西麻植站方向則乃保留舊貨物車廂路軌。月台之間以靠向麻植塚站方向的有蓋行人天橋連接。
當中2號月台為主路軌，1號月台為副主線路軌，因為麻植塚站方向的轉轍器為Y型；而向西麻植站方向的則為讓線轉轍器；原3號月台為避線月台，有效長度皆為6輛。現時設定為所有列車均靠左側進站。

### 月台配置
| 月台 | 路線       | 方向       | 目的地                                  | 備註       |
| ---- | ---------- | ---------- | --------------------------------------- | ---------- |
| 1    | ■德島線    | 下行       | 阿波川島、穴吹、阿波池田方向            |            |
| 2    | ■德島線    | 上行       | 德島、直通■牟岐線至阿南、桑野、海部方向 |            |
| (3)  | 已停止使用 | 已停止使用 | 已停止使用                              | 已停止使用 |

## 歷史
- 1899年2月16日：開業，車站的假名串法為「かもしま」（Kamoshima）。
- 1937年12月1日：車站串法由「かもしま」改為「かもじま」（Kamojima）。
- 1987年4月1日：日本國鐵分割民營化，車站的營運由JR四國繼承。

## 利用狀況
| 乗車人員推移 | 乗車人員推移 |
| 年度         | 1日平均人數  |
| ------------ | ------------ |
| 1995         | 1,670        |
| 1996         | 1.619        |
| 1997         | 1,492        |
| 1998         | 1,398        |
| 1999         | 1335         |
| 2000         | 1,285        |
| 2001         | 1,266        |
| 2002         | 1,216        |
| 2003         | 1,155        |
| 2004         | 1,076        |
| 2005         | 1,033        |
| 2006         | 1,015        |
| 2007         | 968          |
| 2008         | 984          |
| 2009         | 927          |
| 2010         | 900          |

## 相鄰車站
※停靠此站的特急「劍山」的相鄰停靠站參見列車條目。
四國旅客鐵道（JR四國）
■德島線
麻植塚（B08）－鴨島（B09）－西麻植（B10）

## 外部連結
- JR四國鴨島站公式網頁。（日語）